# Milzano
Milzano est une commune italienne d'environ 1 800 habitants située dans la province de Brescia, dans la région Lombardie, dans le Nord de l'Italie.

## Administration
| Période                                  | Période | Identité | Étiquette | Qualité |
| ---------------------------------------- | ------- | -------- | --------- | ------- |
|                                          |         |          |           |         |
| Les données manquantes sont à compléter. |         |          |           |         |

### Communes limitrophes
Alfianello, Cigole, Pavone del Mella, Pralboino, San Gervasio Bresciano, Seniga